# Bagre bagre
Bagre bagre és una espècie de peix de la família dels àrids i de l'ordre dels siluriformes.

## Morfologia
- Els mascles poden assolir 55 cm de longitud total.[2][3]

## Alimentació
Menja peixets i invertebrats (com ara, crustacis).

## Depredadors
Al Brasil és depredat per Carcharhinus porosus.

## Hàbitat
És un peix demersal i de clima tropical.

## Distribució geogràfica
Es troba a Sud-amèrica: des de Colòmbia fins a la desembocadura del riu Amazones.

## Ús comercial
Es comercialitza fresc.